# پانادرا
پانادرا (به لاتین: Panadura Divisional Secretariat) یک منطقهٔ مسکونی در سری‌لانکا است که در ناحیه کالوتارا واقع شده‌است.